# Iszfaháni kódex

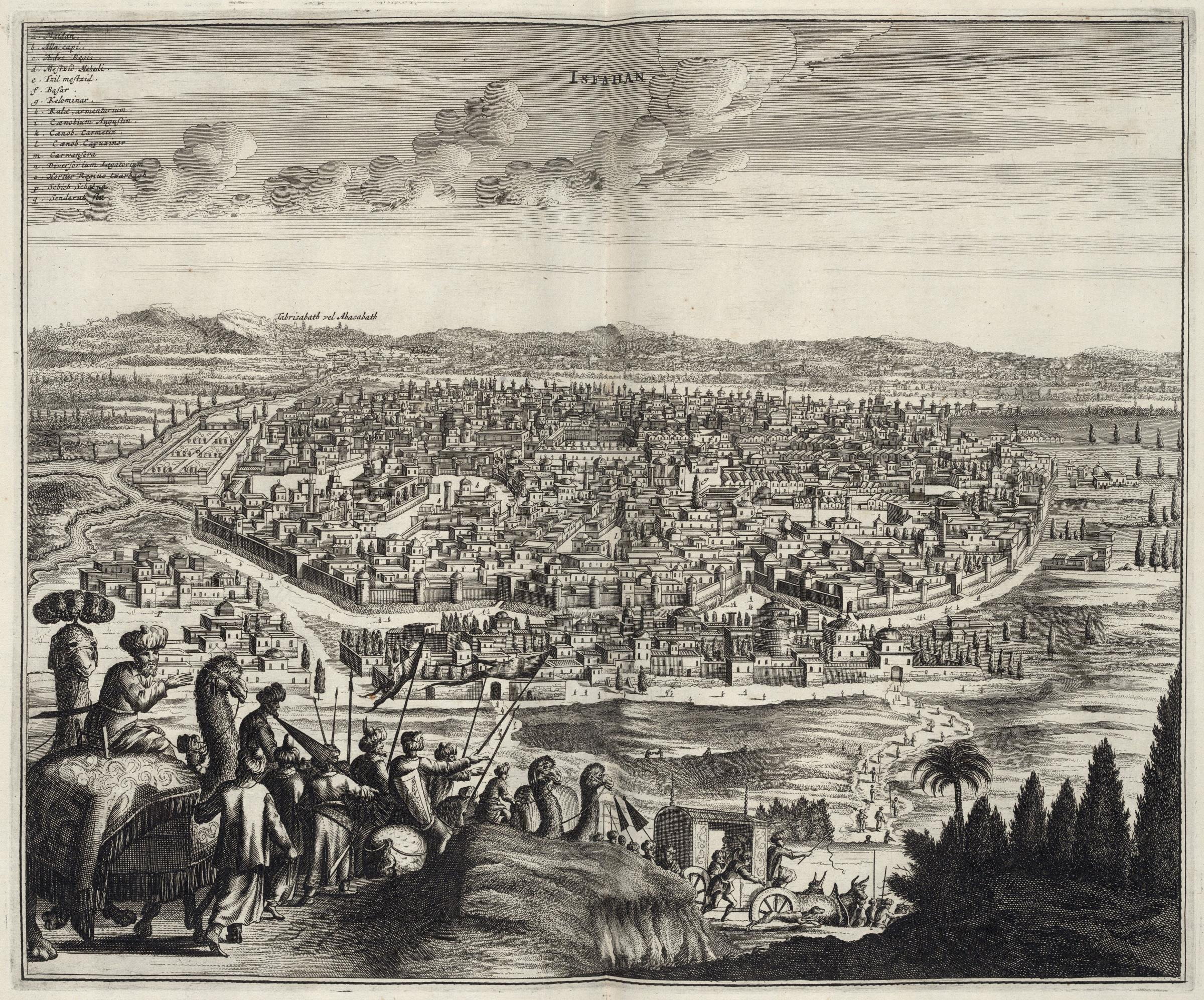
Iszfahán az 1600-as években

Az Iszfaháni kódex kitalált őstörténeti forráshivatkozás, amelynek létezését a geológus végzettésgű Detre Csaba állította csupán, s melyet mára a történészek és kutatók egyhangúlag az ő csalásának minősítenek. Detre szerint a kódex eredetije 500 körül keletkezett és egy hun szójegyzéket, illetve egy terjedelmes, összefüggő szövegemléket is tartalmaz, ma pedig az iszfaháni Szurb Khács kolostor birtokában van az ún. Krétai kódexszel együtt, ami szintén hun szószedetet tartalmaz. Sárközy Miklós iranista, egyetemi tanár azonban rámutatott arra, s erre a megállapításra mások is eljutottak, hogy ilyen kolostor nem létezik Iszfahánban, a szöveget pedig „felfedezőjén” kívül nem látta senki semmilyen formában. A szójegyzéket állítólagos felfedezője, Detre Csaba geológus egy gyermekeknek szóló kifestőben publikálta, azonban a rengeteg felhívás és megkeresés ellenére Detre sosem publikált egyéb képet, idézetet vagy bármilyen más anyagot az állítólagos kódexből, ami erősíti annak tényét, hogy Detre állításai hamisak.
Annak ellenére, hogy már egyértelműen világossá vált a tudósok előtt, az Iszfaháni kódex egy mítosz és sosem létezett, a magyarság eredetéről alkotott alternatív elméletek hívei bizonyítékok híján is a mai napig kitartanak a dokumentum létezése mellett, sőt a kódex a hívők szerint a hun-magyar nyelvazonosság cáfolhatatlan bizonyítéka is.

## A Szurb Khács kolostor
A kolostor feltalálási helyéről a kódex létezése mellett álló a következő vegyes angol-magyar alakú koordinátákat adják meg: Szurb Khács Jekegetzin, Shahreza, Iszfahán tartomány. Az örmény Szurb Khách jelentése „Szent Kereszt”, és állítólag Iszfahán tartományban, Shahreza megyében található. A Jekegetzin esetén nem világos, ez a név része, vagy kolostort jelent. Számos kutató, sőt diplomata próbálta beazonosítani, megtalálni a kolostort, erőfeszítéseik azonban nem jártak sikerrel. A törökországi Van-tó mellett található egyedül egy olyan kolostor, aminek hasonló a neve, ám ez több száz kilométerre fekszik Iszfahántól.
Detre olyan trükkökkel próbálta meg megkerülni azokat az igényeket, amelyek hiteles bizonyítékokat követeltek a kódex létezését illetően, hogy már nem élő szakemberekre hivatkozott, akik szerinte szintén látták a dokumentumot, viszont őket már nem lehetett erről megkérdezni.

## A forrás és tartalma kritikája
A történettudomány a kódexet hamisítványnak, nem létező, képzeletbeli dokumentumnak tartja, amely ráadásul kellő nyelvészeti háttér nélküli dilettáns munka. „Pár éve felbukkant ugyan Detre Csaba révén az iszfaháni kódex, azonban ezt sajnos senki sem látta még, és felfedezője sem publikálta semmilyen tudományos folyóiratban, így ezt (tudományos szempontból) kacsának tekinthetjük” - nyilatkozta Szentgyörgyi Rudolf nyelvész a Mandinernek 2018-ban.
- Egy ilyen szövegnél nagyon fontos a forráskritika, azaz ha egy krónikát megírtak, eleve lehet, hogy téves információk alapján, utána nagyon sokszor csak sokszori átiratban ismerjük, ahol minden átíró tévedhet is, hozzá is írhat. Ezeket mind fel kell tárni és kizárni, mint forrásértékű közlést.
- A lista megjelenése óta Detre nem reagált a kódex kapcsán felmerült kritikákra, nem mutatta be a kéziratokat, a kódexről készült eredeti feljegyzéseit.[11]
- „A szószedetről nagyon könnyen megállapítható, hogy koholmány, úgy készült, hogy a mai magyar szavakat egy kicsit eltorzították és mindjárt készen lettek a hun szavak.”[12]
- A szószedetben található csillagnevek a későbbi arab terminológiából jól értelmezhetőek. Ilyen az Aldebaran amely az arab ’al-dabaran’ ('követő') névből származik, mivel a Fiastyúk csillagkép után tűnik fel az égen. A listán előforduló problémás csillagnevek még: Altair, Betelgeuse, Formalhaut.[10]
- A földrajzi nevek között hun eredetűnek véli Sopron város nevét, amit a szószedetben szereplő, 'hegyalját' jelentő hun 'sopru' szóból eredeztet.[10] Ezzel szemben semmi nem utal arra, hogy a hun korban megjelent volna ez a név: előtte a Scar(a)bantia név volt használatos, utána is ezt a városnevet találjuk a forrásokban (Episcopus Scaravacensis 571, 579).[13]Jelenlegi ismereteink szerint nyelvünkbe  szláv közvetítéssel kerülő Suprun személynévből alakulhatott ki a város neve.[14]
- Detre Csaba írásában Schütz Ödön armenista és turkológus munkásságára hivatkozik, azt állítva, hogy a neves tudós az 1970-es években bocsátotta rendelkezésére a szöveget. Ezzel szemben Schütz nem folytatott kutatást Iszfahánban, sőt Iránban sem járt, továbbá hagyatékában sem található semmilyen nyom, ami arra utalna, hogy tudomása lett volna a kódex létezéséről.[15]
- 28 ezer éves hun népről beszélni botorság.
- Egy fizikus által elkészített elemzés[16] bemutatja, hogy ha a lista valódi, akkor a hun nyelv közelebb van a vogul nyelvhez, mint a török nyelvekhez. Ugyanez az elemzés felhívja a figyelmet arra, hogy a lista publikálói nem mutatják be, milyen átírási szabályokat követtek, amikor egy örmény nyelvű szöveget magyar hang- és betűkészletre átírtak. Azaz a tudományos igényű dokumentáció teljesen hiányzik.
- Nem mindig a kézenfekvő hasonlóság az etimológia alapja. A Géza név a jabgu méltóságnévből ered, és nem a japán gésa szóból. Ha egy 4-5 ezeréves szó egy mai magyar szóval megegyezik vagy hasonló, attól még kizárható a rokonság, mert nem veszi figyelembe azt, hogy a szavak nagy része állandó változásban van.

Csajághy György történész Detre kitalált Iszfaháni kódexét a történelemhamisítás tipikus magyar példájának nevezte. Csajághy anomáliák tucatjait fedezte fel Detre állításaiban, így azt, miként maradhatott fenn a kódex történeti hagyománya és írtak-e egyáltalán a hunok, ha igen, akkor mikortól? Csupán a hunok hsziungnu néven való említése ismert, írás nélkül, puszta szájhagyomány alapján hogy sikerült évezredekig(!) az „Iszfaháni kódexig” történetiséget fenntartani, illetve annak legendás hagyományait megőrizni? Csajághy szerint ez lehetetlenség. Az is egy rendkívül súlyos ellentmondás, hogy a kódexbe a Detre által pontosan megnevezett Kr. u. 500 
körüli dátum mégis hogy került bele, lévén Jézus Krisztus születési idejének megítélése is erősen változott. Ennek megfelelően a kérdés, hogy ki tudott kiszámolni a kódexben szereplő több ezernyi évet? Ha a kódex örmény szerzőtől van, akkor ezt az illető honnan tudta? Csajághy szerint ez egyértelműen mutatja az Iszfaháni kódex és annak tartalma csupán Detre Csaba fejében született meg. Maleczki József is, miután Detre nem volt hajlandó további részletek közlésére az állítólagos kódexről, megállapította, hogy az abból származó szószedetett is Detre maga hamisította.